# Tautu

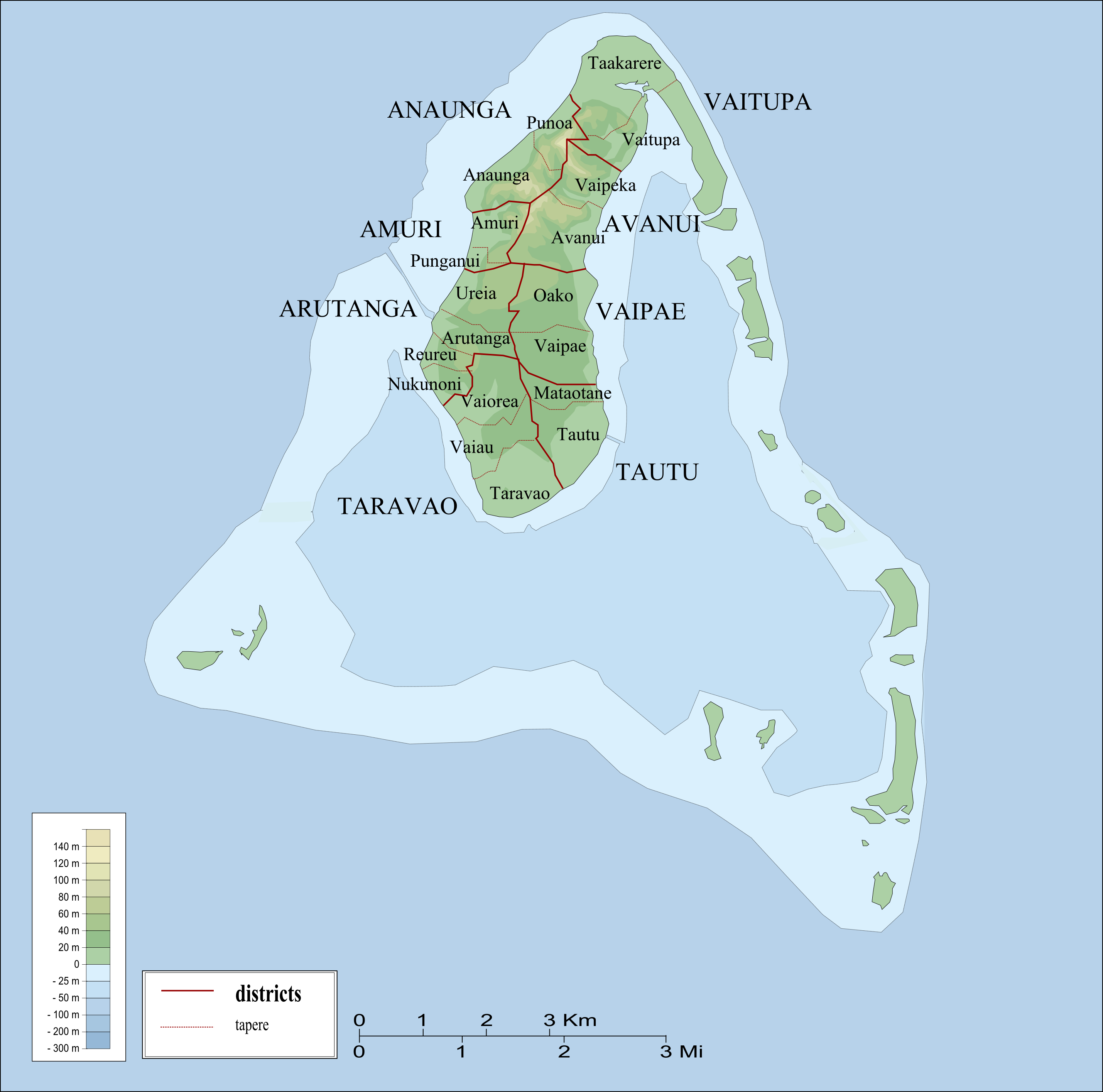
Districts et tapere d'Aitutaki

Tautu est l'un des huit districts de l'île d'Aitutaki aux îles Cook. 
Situé au sud de l'île côté lagon intérieur, il fait partie de la circonscription électorale de Vaipae-Tautu. 
Tautu est constitué de deux tapere : 
- Mataotane (au nord)
- Tautu (au sud)